# Vladimirkerk (Bykovo)
De Kerk van het Icoon van de Moeder Gods van Vladimir (Russisch: Церковь Владимирской иконы Божией Матери) is een Russisch-orthodox monument in het dorp Bykovo (Russisch: Быково), ongeveer 35 kilometer ten zuidoosten van Moskou in de oblast Moskou.

## Geschiedenis
Het in witte steen opgetrokken godshuis werd gebouw in 1789 op het landgoed van gouverneur Michail Izmajlov (1719-1800), een van de favorieten van Catharina de Grote.
In de jaren 30 van de 19e eeuw werd de kerk door de bolsjewieken gesloten voor de eredienst. In het kerkgebouw werd een naaiatelier gevestigd, later werden de ruimtes als opslagplaats gebruikt. In 1989 werd het gebouw met een verwoest interieur teruggegeven aan de gelovigen, waarna een restauratie volgde.

## Architectuur
Het monument is uniek in originaliteit; de kerk kent een merkwaardige mengeling van barokke en neogotische stijlen, zogenaamde Russische pseudo-gotiek. Het grondplan van de kerk is ovaal en wordt bekroond met een koepel met toren, omringd door kleinere torens. Het gebouw bestaat uit twee kerken, de bovenkerk is gewijd aan het icoon van de Moeder Gods van Vladimir en de benedenkerk aan de Geboorte van Christus. Een rechthoekige refter met twee verdiepingen sluit zich aan, waarvan de westelijke gevel wordt geflankeerd door twee torens. Via twee grote traparmen en een bordes is de eerste verdieping van de refter te bereiken.
Het interieur van de kerk is neoclassicistisch. De gewelven worden gedragen door zuilen met Korinthische kapitelen. Het interieur is rijk aan houtsnijwerk en marmerimitatie. Naast de kerk werd in bijpassende stijl in 1830 een vrijstaande klokkentoren gebouwd.